# Ophiomyia lantanae
Ophiomyia lantanae este o specie de muște din genul Ophiomyia, familia Agromyzidae, descrisă de Walter Wilson Froggatt în anul 1919. Conform Catalogue of Life specia Ophiomyia lantanae nu are subspecii cunoscute.